# Harpa
För andra betydelser, se Harpa (olika betydelser).

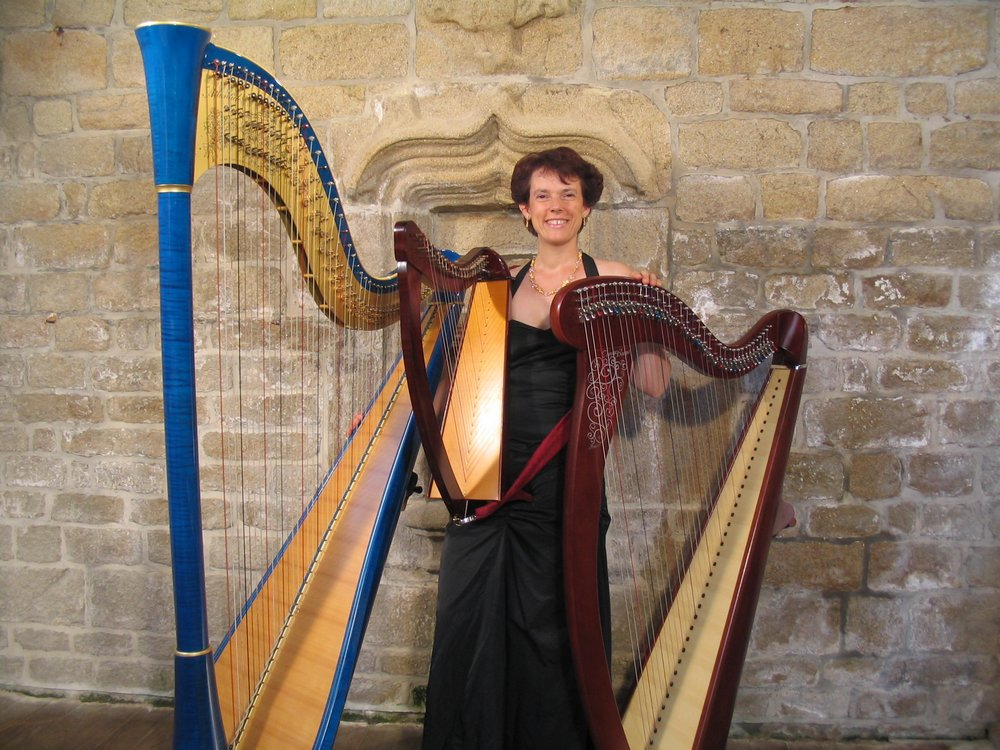
Harpisten Armelle Gourlaouën med tre olika storlekar av harpan.

Harpa är ett stränginstrument som har funnits sedan antika tider, som spelas genom att knäppas, vanligen med båda händerna. En harpa består, liksom lyran och besläktade instrument, av en ram, där en sida utgörs av instrumentkroppen, och genom vilken strängarna är spända. Skillnaden är att på harpan går strängarna rätt ut från instrumentkroppen, medan de på lyratypen löper över instrumentkroppen som på en fiol eller gitarr.

## Historia

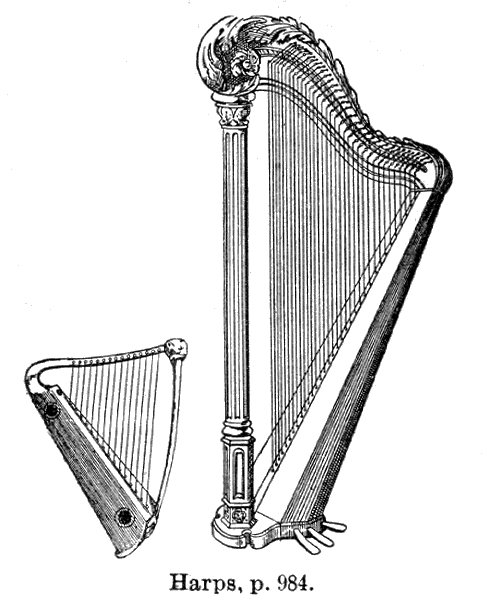
En medeltida harpa till vänster, en pedalharpa till höger.

Harpan härstammar förmodligen från Orienten. Många tidiga kulturer hade någon form av harpliknande instrument. Tidiga harpor var mer eller mindre diatoniskt stämda, liksom folkliga harpor än idag.
Tidigast belagd är en bågformig typ, konstaterad i Mesopotamien redan omkring 3 000 f.Kr. och runt 2 700 f.Kr. hos egyptierna. Vinkelharpan finns belagd något senare, även den först i Mesopotamien och senare i Egypten.
Ramharpan med pelare förekom i östra medelhavsområdet under antiken, och förefaller härifrån ha spridits över stora delar av gamla välden. Till anglosaxarna kom den på 700-talet e.Kr. i form av en triangulär ramharpa med starkt böjt förträ. Brittiska öarna kom att bli ett centrum för harpan, och den irländska harpan blev under senmedeltiden ett populärt instrument även på kontinenten.
Under medeltiden var harpan allmänt känd i västra Europa, och en mindre harpa användes för ackompanjemang av minnesångare och trubadurer. Under senare delen av 1600-talet sattes små hakar på harpans hals, vilka möjliggjorde förkortning av strängarna (hak-harpa).
På 1720-talet utvecklade Hochbrucker en pedalharpa med sju pedaler för att få en kromatisk skala utan ohanterligt många strängar. Enkelpedalharpan kan höja alla strängars tonhöjd med ett halvt tonsteg.
Inemot 1810 kom à double mouvement-harpan (dubbelpedalharpan), som uppfanns av Sébastien Érard. Den möjliggjorde en förhöjning av 2 gånger en halvton och spelning i alla tonarter.
Den moderna dubbelpedalharpan har pedaler med tre olika lägen för att höja, neutralisera respektive sänka de olika strängarna. Pedalharporna är diatoniskt stämda och på dubbelpedalharpan justerar de sju pedalerna var för sig alla harpans olika strängar. Den vanliga moderna orkesterharpan är en dubbelpedalharpa, där tonerna kan både höjas och sänkas, och har 46 till 48 strängar. Enklare harpor och övningsharpor har en mekanisk vippa vid varje sträng som alla behöver slås om för att byta tonart.
Ett försök att ersätta den dyrbara och svårspelade pedalharpan genom ett klaverinstrument med harpliknande klang gjordes med klaverharpan (claviharpe), uppfunnen av J. C. Dietz 1813.
Nuförtiden finns även elharpor, vilket är en harpa som kan, precis som till exempel en elgitarr, kopplas till en förstärkare.

## Harpa som symbol
Harpan används även inom heraldiken. Irlands statsvapen avbildar en harpa.